# Chernobyl (phim truyền hình ngắn tập)
Chernobyl là một miniseries (phim truyền hình loạt ngắn) chính kịch lịch sử bao gồm năm tập được biên kịch bởi Craig Mazin, và được đạo diễn bởi Johan Renck. Chernobyl được sản xuất bởi HBO cùng với Sky UK, lấy bối cảnh khi thảm họa hạt nhân Chernobyl xảy ra vào tháng 4 năm 1986 và những nỗ lực nhằm khắc phục hậu quả. Bộ phim có sự tham gia của các diễn viên Jared Harris, Stellan Skarsgård, Emily Watson và Paul Ritter.
Chernobyl được công chiếu tại Hoa Kỳ và Vương quốc Anh vào ngày 6 tháng 5 năm 2019 và đã nhận được những đánh giá tích cực từ các nhà phê bình. Tại lễ Trao Giải Primetime Emmy lần thứ 71, phim đã được đề cử 19 hạng mục, trong đó có Phim truyền hình ngắn tập xuất sắc nhất và phần diễn xuất của Harris, Skarsgård và Watson. Tại lễ trao giải Quả cầu vàng lần thứ 77, phim đã giành giải Phim truyền hình ngắn tập hay nhất và Skarsgard giành giải Nam diễn viên phụ phim truyền hình xuất sắc nhất.

## Nội dung
Chernobyl kịch tính hóa câu chuyện có thật về một trong những thảm họa hạt nhân tồi tệ nhất trong lịch sử. Bộ phim chủ yếu tập trung vào thảm họa nhà máy hạt nhân xảy ra ở nhà máy điện hạt nhân Chernobyl, Pripyat, Cộng hòa Xã hội chủ nghĩa Xô viết Ukraina (Liên Xô) vào tháng 4 năm 1986, mô tả quá trình và nguyên nhân xảy ra, đồng thời còn xoay quanh câu chuyện của những người đã tham gia khắc phục và chết trong quá trình giải quyết hậu quả của Chernobyl, thảm họa đã bị Liên Xô che đậy trước toàn thế giới.
Các tập phim dựa phần lớn vào những hồi ký của người dân địa phương Pripyat, như được kể bởi nhà văn đoạt giải Nobel của Belarus, bà Einide Alexievich trong cuốn sách của bà, Lời nguyện cầu từ Chernobyl.

## Diễn viên

### Nhân vật chính
- Jared Harris trong vai Valery Legasov, phó giám đốc của Viện Kurchatov đã được triệu tập đến để khắc phục hậu quả. Năm 1988, ông đã treo cổ tự sát chỉ một ngày sau kỷ niệm 2 năm của Thảm họa Chernobyl.
- Stellan Skarsgård trong vai ông Boris Shcherbina, phó chủ tịch Hội đồng Bộ trưởng.
- Emily Watson trong vai Ulana Khomyuk, một nhà vật lý hạt nhân đến từ Minsk. Khomyuk là một nhân vật hư cấu, người mà Watson nói "đại diện cho những nhà khoa học làm việc không sợ hãi và tự đặt mình vào rất nhiều hiểm nguy để giúp giải quyết vấn đề."[6]
- Paul Ritter trong vai Anatoly Dyatlov, trợ lý kỹ sư trưởng tại Nhà máy điện hạt nhân Chernobyl
- Jessie Buckley trong vai Lyudmilla Ignatenko, vợ của Vasily Ignatenko.
- Adam Nagaitis trong vai Vasily Ignatenko, một lính cứu hỏa Pripyat và là người có mặt đầu tiên ở vụ nổ Chernobyl.
- Con O'Neill trong vai Viktor Bryukhanov, người quản lý của Chernobyl.
- Adrian Rawlins trong vai Nikolai Fomin, kỹ sư trưởng tại Chernobyl.
- Sam Troughton trong vai Aleksandr Akimov, người giám sát ca đêm tại Chernobyl.
- Robert Emms trong vai Leonid Toptunov, kỹ sư cao cấp tại Chernobyl.
- David Dencik trong vai Mikhail Gorbachev, Tổng Bí thư Đảng Cộng sản Liên Xô.
- Mark Lewis Jones trong vai Vladimir Pikalov, chỉ huy lực lượng hóa học Liên Xô.
- Alan Williams trong vai Viktor Charkov, phó chủ tịch đầu tiên của KGB, nhân vật hư cấu.
- Alex Ferns trong vai Andrei Glukhov, trưởng nhóm khai thác mỏ.
- Ralph Ineson trong vai Nikolai Tarakanov.
- Barry Keoghan trong vai Pavel Gremov.
- Fares Fares trong vai Bacho, một người lính Gruzia huấn luyện Pavel.
- Michael McElhatton trong vai Andrei Stepashin, công tố viên trong phiên tòa xét xử Dyatlov, Bryukhanov và Fomin.

### Nhân vật phụ
- Adam Lundgren trong vai Vyacheslav Brazhnik, nhà điều hành tuabin cao cấp tại Chernobyl.
- Karl Davies trong vai Viktor Proskuryakov, một thực tập sinh kỹ sư điều khiển lò phản ứng cao cấp tại Chernobyl.
- Donald Sumpter trong vai Zharkov, một thành viên ủy ban điều hành Pripyat.
- Billy Postlethwaite trong vai Boris Stolyarchuk, kỹ sư điều khiển lò phản ứng số 4 tại Chernobyl.
- Joshua Lee trong vai Igor Kirschenbaum, một kỹ sư điều khiển tuabin cao cấp tại Chernobyl.
- Nadia Clifford trong vai bà Einil Zinchenko, một bác sĩ điều trị cho Vasily Ignatenko và những người khác bị nhiễm phóng xạ.
- Jamie Sives trong vai Anatoly Sitnikov, phó kỹ sư vận hành tại Chernobyl được cử đến để kiểm tra lõi phát nổ.
- Baltasar Breki Samper trong vai Alexei Ananenko, một trong những tình nguyện viên đã rút nước trong tầng hầm của Chernobyl để ngăn chặn vụ nổ.
- Philip Barantini trong vai Valeri Bezpalov, một trong những tình nguyện viên đã rút nước trong tầng hầm của Chernobyl để ngăn chặn vụ nổ.
- Oscar Giese trong vai Boris Baranov, một trong những tình nguyện viên đã rút nước trong tầng hầm của Chernobyl để ngăn chặn vụ nổ.

### Khách mời
- Jay Simpson trong vai Valery Perevozchenko, quản đốc trong phần lò phản ứng.
- Michael Colgan trong vai Mikhail Shchadov, Bộ trưởng Công nghiệp Than của Liên Xô.
- James Cosmo trong vai thợ mỏ.
- Hilton McRae trong vai Milan Kadnikov, thẩm phán chủ tọa phiên tòa xét xử Dyatlov, Bryukhanov và Fomin.
- Kieran O'Brien trong vai Valery Khodemchuk, người vận hành máy bơm chính vào ca đêm tại Chernobyl.

## Tiếp nhận

### Phản hồi quan trọng
Chernobyl nhận được những đánh giá quan trọng. Trên Rotten Tomatoes, nó có tỷ lệ tán thành 96% với điểm trung bình 8,96 trên 10, dựa trên 69 đánh giá. Trên Metacritic, phim có điểm trung bình là 83 trên 100, dựa trên 26 nhà phê bình. Trên IMDb, trang đã cho chương trình xếp hạng trung bình 9,6 trên 10, khiến nó trở thành chương trình truyền hình được xếp hạng cao nhất trên IMDb.
Các nhà phê bình từ The Atlantic, The Washington Post và BBC đã quan sát sự tương đồng với xã hội đương đại bằng cách tập trung vào sức mạnh của thông tin và làm thế nào các nhà lãnh đạo không trung thực có thể phạm sai lầm ngoài tầm hiểu biết của họ. Sophie Gilbert của The Atlantic ca ngợi loạt phim là một "sự khinh bỉ nghiệt ngã về việc tìm hiểu sự thật".

#### Phản ứng của Nga
Chernobyl được một số nhà phê bình và khán giả đón nhận tại Nga. Vladimir Medinsky, bộ trưởng văn hóa Nga, đã ca ngợi bộ phim "một cách xuất sắc" và "làm ra bộ phim với sự tôn trọng đối với những con người bình thường". Được biết, kênh truyền hình NTV của Nga đang sản xuất phiên bản riêng của câu chuyện trong đó CIA đóng vai trò chính trong thảm họa. Tuy nhiên, loạt phim đã được sản xuất trước Chernobyl của HBO và không được phát hành để đáp ứng với nó. Một đoạn giới thiệu của loạt phim đã được tải lên YouTube nhưng sau đó đã bị xóa đi vì những phản ứng tiêu cực. Anna Narinskaya, thuộc Novaya Gazeta, đã chú ý đến loạt phim này, bất chấp sự chỉ trích gay gắt của chính quyền Xô Viết, đã trở nên thông cảm với người dân thường, thể hiện sự kỳ công, đoàn kết của họ.

### Bảng xếp hạng Hoa Kỳ
| No. | Tiêu đề                        | Ngày phát sóng      | Rating (18–49) | Người xem (triệu) | DVR (18–49) | Người xem DVR (triệu) | Tổng (18–49) | Tổng người xem (triệu) |
| --- | ------------------------------ | ------------------- | -------------- | ----------------- | ----------- | --------------------- | ------------ | ---------------------- |
| 1   | "1:23:45"                      | 6 tháng 5 năm 2019  | 0.2            | 0.756             | —           | —                     | —            | —                      |
| 2   | "Please Remain Calm"           | 13 tháng 5 năm 2019 | 0.3            | 1.004             | 0.2         | 0.716                 | 0.5          | 1.721                  |
| 3   | "Open Wide, O Earth"           | 20 tháng 5 năm 2019 | 0.3            | 1.063             | 0.2         | 0.727                 | 0.5          | 1.791                  |
| 4   | "The Happiness of All Mankind" | 27 tháng 5 năm 2019 | 0.3            | 1.193             | 0.3         | 0.809                 | 0.6          | 2.003                  |
| 5   | "Vichnaya Pamyat"              | 3 tháng 6 năm 2019  | 0.3            | 1.089             | TBD         | TBD                   | TBD          | TBD                    |

## Giải thưởng và đề cử
| Năm  | Giải thưởng                               | Hạng mục                                                                                        | (Người) được đề cử và nhận giải | Kết quả      | Chú thích     |
| ---- | ----------------------------------------- | ----------------------------------------------------------------------------------------------- | --- | ------------ | ------------- |
| 2019 | BAFTA Scotland                            | Năm diễn viên truyền hình                                                                       | Alex Ferns | Đoạt giải    | [ 25 ]        |
| 2019 | Broadcast Tech Innovation Award           | Best VFX Project                                                                                | Max Dennison and Clare Cheetham | Đoạt giải    | [ 26 ]        |
| 2019 | Broadcast Tech Innovation Award           | Excellence in Grading (scripted)                                                                | Chernobyl | Đoạt giải    | [ 26 ]        |
| 2019 | Gold Derby Awards                         | Limited Series                                                                                  | Chernobyl | Đoạt giải    | [ 27 ]        |
| 2019 | Gold Derby Awards                         | Ensemble of the Year                                                                            | Jared Harris, Stellan Skarsgård, Paul Ritter, Jessie Buckley, Adam Nagaitis, Con O'Neill, Adrian Rawlins, Sam Troughton, Robert Emms, Emily Watson, David Dencik, Mark Lewis Jones, Alan Williams, Alex Ferns, Ralph Ineson, Barry Keoghan, Fares Fares, Michael McElhatton | Đề cử        | [ 27 ]        |
| 2019 | Gold Derby Awards                         | Movie/Limited Series Lead Actor                                                                 | Jared Harris | Đề cử        | [ 27 ]        |
| 2019 | Gold Derby Awards                         | Movie/Limited Series Supporting Actor                                                           | Stellan Skarsgård | Đề cử        | [ 27 ]        |
| 2019 | Gold Derby Awards                         | Movie/Limited Series Supporting Actress                                                         | Emily Watson | Đề cử        | [ 27 ]        |
| 2019 | Gold Derby Awards                         | Limited Series of the Decade                                                                    | Chernobyl | Đề cử        | [ 27 ]        |
| 2019 | Gold Derby Awards                         | TV Movie/Mini Actor of the Decade                                                               | Jared Harris | Đề cử        | [ 27 ]        |
| 2019 | Gold Derby Awards                         | TV Movie/Mini Supporting Actress of the Decade                                                  | Emily Watson | Đề cử        | [ 27 ]        |
| 2019 | Gotham Awards                             | Breakthrough Series – Long Form                                                                 | Chernobyl | Đề cử        | [ 28 ]        |
| 2019 | Hollywood Post Alliance                   | Outstanding Editing - Television (Over 30 Minutes)                                              | Simon Smith, Jinx Godfrey // Sister Pictures | Đề cử        | [ 29 ]        |
| 2019 | Hollywood Post Alliance                   | Outstanding Sound - Television                                                                  | Stefan Henrix, Stuart Hilliker, Joe Beal, Michael Maroussas, Harry Barnes // Boom Post | Đề cử        | [ 29 ]        |
| 2019 | Hollywood Post Alliance                   | Outstanding Visual Effects - Television (Under 13 Episodes)                                     | Lindsay McFarlane, Max Dennison, Clare Cheetham, Steven Godfrey, Luke Letkey // DNEG | Đề cử        | [ 29 ]        |
| 2019 | Location Managers Guild Awards            | Outstanding Locations in Period Television                                                      | Jonas Spokas | Đoạt giải    | [ 30 ]        |
| 2019 | Giải Primetime Emmy                       | phim truyền hình giới hạn xuất sắc                                                              | Craig Mazin, Carolyn Strauss, Jane Featherstone, Johan Renck, Chris Fry và Sanne Wohlenberg | Đoạt giải    | [ 31 ] [ 32 ] |
| 2019 | Giải Primetime Emmy                       | Outstanding Lead Actor in a Limited Series or Movie                                             | Jared Harris | Đề cử        | [ 31 ] [ 32 ] |
| 2019 | Giải Primetime Emmy                       | Outstanding Supporting Actor in a Limited Series or Movie                                       | Stellan Skarsgård (for "Please Remain Calm") | Đề cử        | [ 31 ] [ 32 ] |
| 2019 | Giải Primetime Emmy                       | Nữ diễn viên phụ phim truyền ốp hình ngắn tập xuất sắc                                          | Emily Watson (tập "Open Wide, O Earth") | Đề cử        | [ 31 ] [ 32 ] |
| 2019 | Giải Primetime Emmy                       | Outstanding Directing for a Limited Series, Movie, or Dramatic Special                          | Johan Renck | Đoạt giải    | [ 31 ] [ 32 ] |
| 2019 | Giải Primetime Emmy                       | Outstanding Writing for a Limited Series, Movie, or Dramatic Special                            | Craig Mazin | Đoạt giải    | [ 31 ] [ 32 ] |
| 2019 | Primetime Creative Arts Emmy Awards       | Outstanding Casting for a Limited Series, Movie, or Special                                     | Nina Gold and Robert Sterne | Đề cử        | [ 31 ] [ 32 ] |
| 2019 | Primetime Creative Arts Emmy Awards       | Outstanding Cinematography for a Limited Series or Movie                                        | Jakob Ihre (for "Please Remain Calm") | Đoạt giải    | [ 31 ] [ 32 ] |
| 2019 | Primetime Creative Arts Emmy Awards       | Outstanding Period Costumes                                                                     | Odile Dicks-Mireaux, Holly McLean, Daiva Petrulyte, Anna Munro and Sylvie Org (for "Please Remain Calm") | Đề cử        | [ 31 ] [ 32 ] |
| 2019 | Primetime Creative Arts Emmy Awards       | Outstanding Hairstyling for a Limited Series or Movie                                           | Julio Parodi and Jovana Jovanavic | Đề cử        | [ 31 ] [ 32 ] |
| 2019 | Primetime Creative Arts Emmy Awards       | Outstanding Make-up for a Limited Series or Movie (Non-Prosthetic)                              | Daniel Parker and Natasha Nikolic-Dunlop | Đề cử        | [ 31 ] [ 32 ] |
| 2019 | Primetime Creative Arts Emmy Awards       | Outstanding Prosthetic Makeup for a Series, Limited Series, Movie or Special                    | Barrie Gower, Paul Spateri and Daniel Parker | Đề cử        | [ 31 ] [ 32 ] |
| 2019 | Primetime Creative Arts Emmy Awards       | Outstanding Music Composition for a Limited Series, Movie, or Special (Original Dramatic Score) | Hildur Guðnadóttir (for "Please Remain Calm") | Đoạt giải    | [ 31 ] [ 32 ] |
| 2019 | Primetime Creative Arts Emmy Awards       | Outstanding Production Design for a Narrative Period or Fantasy Program (One Hour or More)      | Luke Hull, Karen Wakefield and Claire Levinson-Gendler | Đoạt giải    | [ 31 ] [ 32 ] |
| 2019 | Primetime Creative Arts Emmy Awards       | Outstanding Single-Camera Picture Editing for a Limited Series or Movie                         | Jinx Godfrey (for "Open Wide, O Earth") | Đề cử        | [ 31 ] [ 32 ] |
| 2019 | Primetime Creative Arts Emmy Awards       | Outstanding Single-Camera Picture Editing for a Limited Series or Movie                         | Simon Smith (for "Please Remain Calm") | Đoạt giải    | [ 31 ] [ 32 ] |
| 2019 | Primetime Creative Arts Emmy Awards       | Outstanding Sound Editing for a Limited Series, Movie, or Special                               | Stefan Henrix, Joe Beal, Michael Maroussas, Harry Barnes, Andy Wade, Anna Wright (for "1:23:45") | Đoạt giải    | [ 31 ] [ 32 ] |
| 2019 | Primetime Creative Arts Emmy Awards       | Outstanding Sound Mixing for a Limited Series or Movie                                          | Stuart Hilliker and Vincent Piponnier (for "1:23:45") | Đoạt giải    | [ 31 ] [ 32 ] |
| 2019 | Primetime Creative Arts Emmy Awards       | Outstanding Special Visual Effects in a Supporting Role                                         | Max Dennison, Lindsay McFarlane, Claudius Christian Rauch, Clare Cheetham, Laura Bethencourt Montes, Steven Godfrey, Luke Letkey, Christian Waite and William Foulser (for "1:23:45")                                                                                       | Đoạt giải    | [ 31 ] [ 32 ] |
| 2019 | Satellite Awards                          | Best Miniseries                                                                                 | Chernobyl | Đoạt giải    | [ 33 ]        |
| 2019 | Satellite Awards                          | Best Actor – Miniseries or TV Film                                                              | Jared Harris | Đoạt giải    | [ 33 ]        |
| 2019 | Satellite Awards                          | Best Supporting Actor – Series, Miniseries or TV Film                                           | Stellan Skarsgård | Đề cử        | [ 33 ]        |
| 2019 | Satellite Awards                          | Best Supporting Actress – Series, Miniseries or TV Film                                         | Emily Watson | Đề cử        | [ 33 ]        |
| 2019 | Television Critics Association Awards     | Program of the Year                                                                             | Chernobyl | Đề cử        | [ 34 ]        |
| 2019 | Television Critics Association Awards     | Outstanding Achievement in Movies, Miniseries and Specials                                      | Chernobyl | Đoạt giải    | [ 34 ]        |
| 2020 | American Cinema Editors                   | Best Edited Miniseries or Motion Picture for Television                                         | Jinx Godfrey, Simon Smith (for "Vichnaya Pamyat") | Chưa công bố | [ 35 ]        |
| 2020 | American Film Institute Awards            | Television Programs of the Year                                                                 | Chernobyl | Đoạt giải    | [ 36 ]        |
| 2020 | Art Directors Guild Awards                | Television Movie or Limited Series                                                              | Luke Hull | Chưa công bố | [ 37 ]        |
| 2020 | Cinema Audio Society Awards               | Outstanding Achievement in Sound Mixing for Television Movie or Limited Series                  | Vincent Piponnier, Stuart Hilliker, Gibran Farrah and Philip Clements | Chưa công bố | [ 38 ]        |
| 2020 | Costume Designers Guild Awards            | Excellence in Period Television                                                                 | Odile Dicks-Mireaux (for "Please Remain Calm") | Chưa công bố | [ 39 ]        |
| 2020 | Critics' Choice Television Awards         | Best Limited Series                                                                             | Chernobyl | Chưa công bố | [ 40 ]        |
| 2020 | Critics' Choice Television Awards         | Best Actor in a Limited Series or Television Movie                                              | Jared Harris | Chưa công bố | [ 40 ]        |
| 2020 | Critics' Choice Television Awards         | Best Supporting Actor in a Limited Series or Television Movie                                   | Stellan Skarsgård | Chưa công bố | [ 40 ]        |
| 2020 | Critics' Choice Television Awards         | Best Supporting Actress in a Limited Series or Television Movie                                 | Emily Watson | Chưa công bố | [ 40 ]        |
| 2020 | Directors Guild of America Awards         | Outstanding Directing – Movies for Television and Limited Series                                | Johan Renck | Chưa công bố | [ 41 ]        |
| 2020 | Golden Globe Awards                       | Best Limited Series or Television Film                                                          | Chernobyl | Đoạt giải    | [ 42 ]        |
| 2020 | Golden Globe Awards                       | Best Actor – Limited Series or Television Film                                                  | Jared Harris | Đề cử        | [ 42 ]        |
| 2020 | Golden Globe Awards                       | Best Supporting Actor – Series, Limited Series or Television Film                               | Stellan Skarsgård | Đoạt giải    | [ 42 ]        |
| 2020 | Golden Globe Awards                       | Best Supporting Actress – Series, Limited Series or Television Film                             | Emily Watson | Đề cử        | [ 42 ]        |
| 2020 | Golden Tomato Awards                      | Best-reviewed Miniseries and Limited Series                                                     | Chernobyl | Đoạt giải    | [ 43 ]        |
| 2020 | Golden Trailer Awards                     | Best Horror/Thriller (TV Spot/Trailer/Teaser for a Series)                                      | Chernobyl | Đoạt giải    | [ 44 ]        |
| 2020 | Grammy Awards                             | Best Score Soundtrack for Visual Media                                                          | Hildur Guðnadóttir | Chưa công bố | [ 45 ]        |
| 2020 | Humanitas Prize                           | Limited Series, TV Movie or Special Category                                                    | Craig Mazin (for "Vichnaya Pamyat") | Chưa công bố | [ 46 ]        |
| 2020 | Producers Guild of America Awards         | Outstanding Producer of Limited Series Television                                               | Craig Mazin, Carolyn Strauss, Jane Featherstone, Johan Renck, Chris Fry and Sanne Wohlenberg | Chưa công bố | [ 47 ]        |
| 2020 | Screen Actors Guild Awards                | Outstanding Performance by a Male Actor in a Miniseries or Television Movie                     | Jared Harris | Chưa công bố | [ 48 ]        |
| 2020 | Screen Actors Guild Awards                | Outstanding Performance by a Female Actor in a Miniseries or Television Movie                   | Emily Watson | Chưa công bố | [ 48 ]        |
| 2020 | Society of Composers and Lyricists Awards | Outstanding Original Score for a Television or Streaming Production                             | Hildur Guðnadóttir | Đoạt giải    | [ 49 ]        |
| 2020 | Visual Effects Society Awards             | Outstanding Supporting Visual Effects in a Photoreal Episode                                    | Max Dennison, Lindsay McFarlane, Clare Cheetham, Paul Jones and Claudius Christian Rauch (for "1:23:45") | Chưa công bố | [ 50 ]        |
| 2020 | Writers Guild of America Awards           | Long Form – Original                                                                            | Craig Mazin | Chưa công bố | [ 51 ]        |